# 탄드라의 불
"탄드라의 불"은 1984년에 개봉한 대한민국의 영화이다.

## 캐스팅
- 오혜림 : 혜미 역
- 마흥식 : 세형 역
- 임성민 : 진우 역
- 전무송 : 문 변호사 역
- 송영수 : 곽가 역
- 황인숙 : 미랑 역
- 문태선 : 전문의 역
- 남수정 : 마담 역
- 김남일 : 이 사장 역
- 이승열 : 검사 역
- 정영국 : 수사관 역
- 김상범 : 박 기자 역
- 강수나 : 탄드리카 역
- 김순종 : 작부 역